# Château de Gabbiano
Le château de Gabbiano (en italien : Castello di Gabbiano), est une demeure seigneuriale e style Renaissance située dans la commune de San Casciano in Val di Pesa (ville métropolitaine de Florence) en Toscane.

## Historique
Il appartenait à une branche de la famille Bardi depuis le début du XVe siècle et fut ensuite acheté par Tommaso Soderini, père du gonfalonier de la république de Florence, Pier Soderini.
Au retour au pouvoir de la maison de Médicis, les Soderini furent bannis et le château resta abandonné jusqu'en 1623, date à laquelle il fut restitué aux anciens propriétaires. Le château était dans un état déplorable, comme en témoigne la plaque placée au-dessus de la porte d'entrée.
Franc. Soderinus Senat Gasp F. Ruris Huius dans Famiglia restauré Sub. Un 325
Au XIXe siècle, il appartenait à la famille Rosselli Del Turco (it), responsable de la construction d'une chapelle néoclassique. Il passa ensuite à la famille Lemmi et fut largement restauré par eux.
Au XXe siècle, il devint la propriété de l'écrivain Arnaldo La Cagnina (second époux de Claude d'Orléans), puis de la famille Arcaini et abrite aujourd'hui une cave appartenant à la famille Beringer Blass.

## Description
Extérieurement, il ressemble à un bloc quadrangulaire avec quatre tours cylindriques placées aux angles. Ils ont été ajoutés après le milieu du XVe siècle, comme dans le château de Meleto situé près de Gaiole in Chianti.
En plus de remplir une fonction défensive, ils constituent un motif esthétique très efficace. La tour centrale située sur la façade principale a un plan carré et constitue probablement le noyau originel du complexe comme le semblent apparaître les différentes maçonneries qui la distinguent du reste de la courtine.
Au XIXe siècle, les pièces situées à l'intérieur des tours d'angle étaient ornées de fresques représentant des sujets idylliques et arcadiens. Dans le hall principal, le plafond à caissons a été restauré.

## Galerie

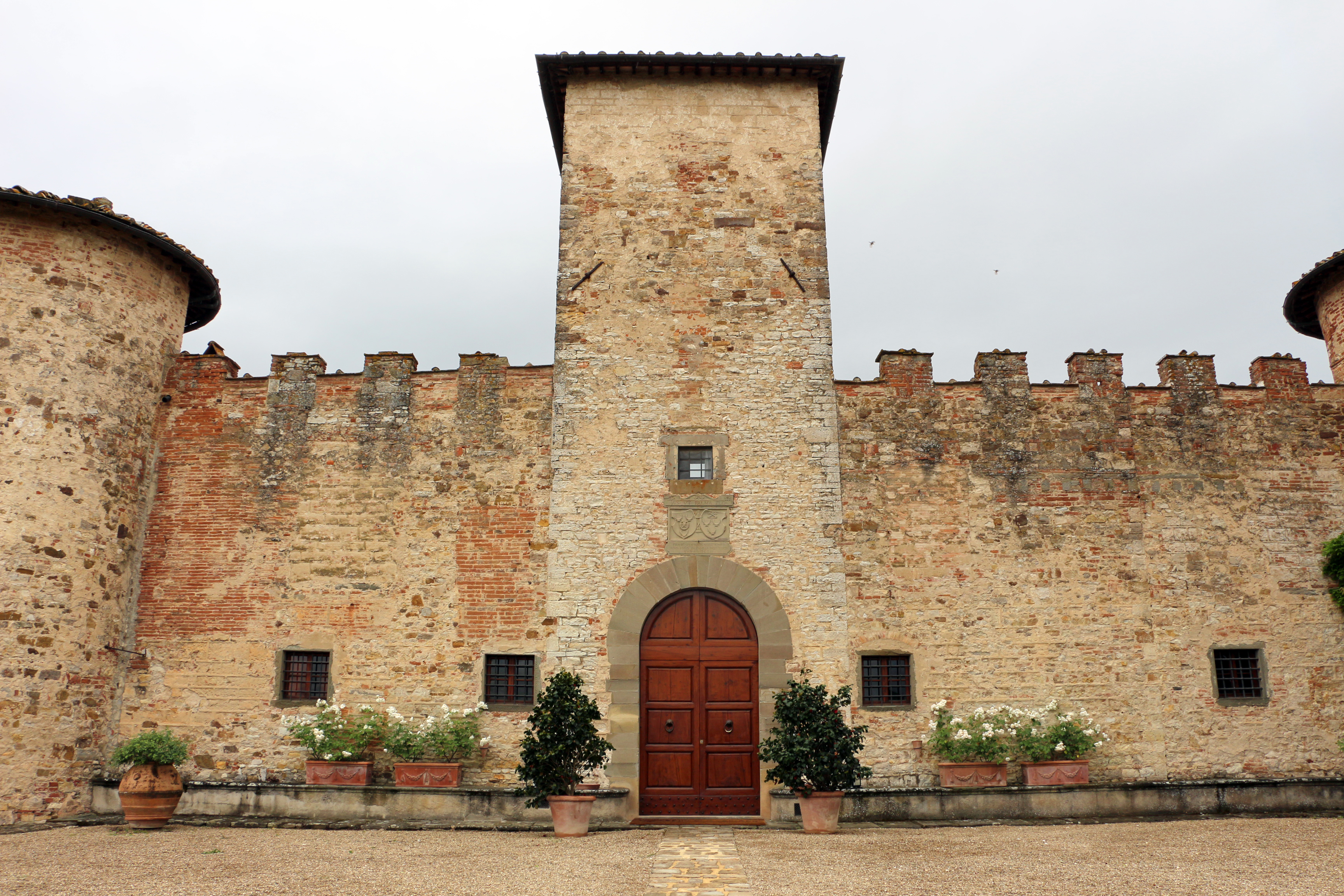
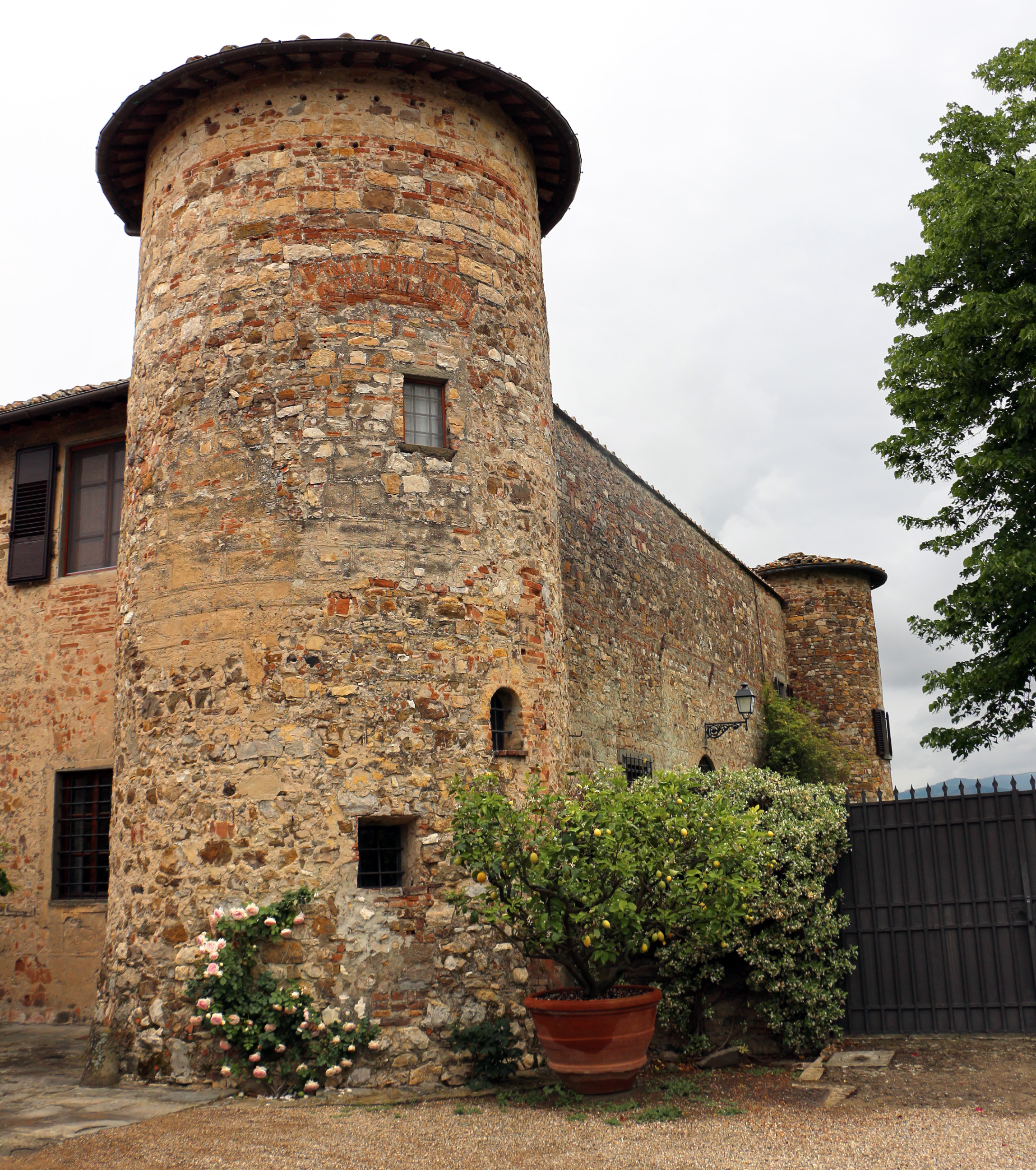
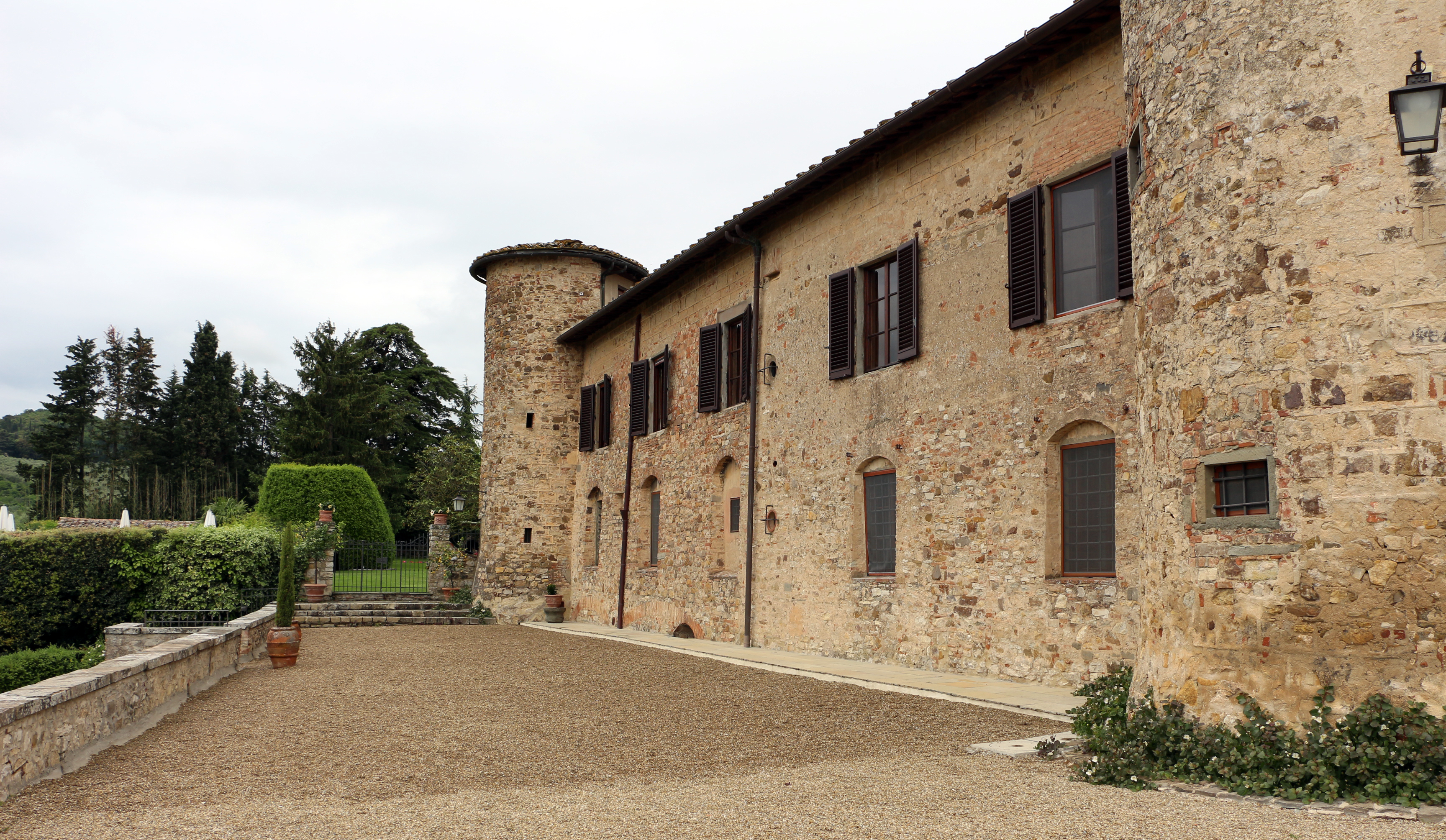
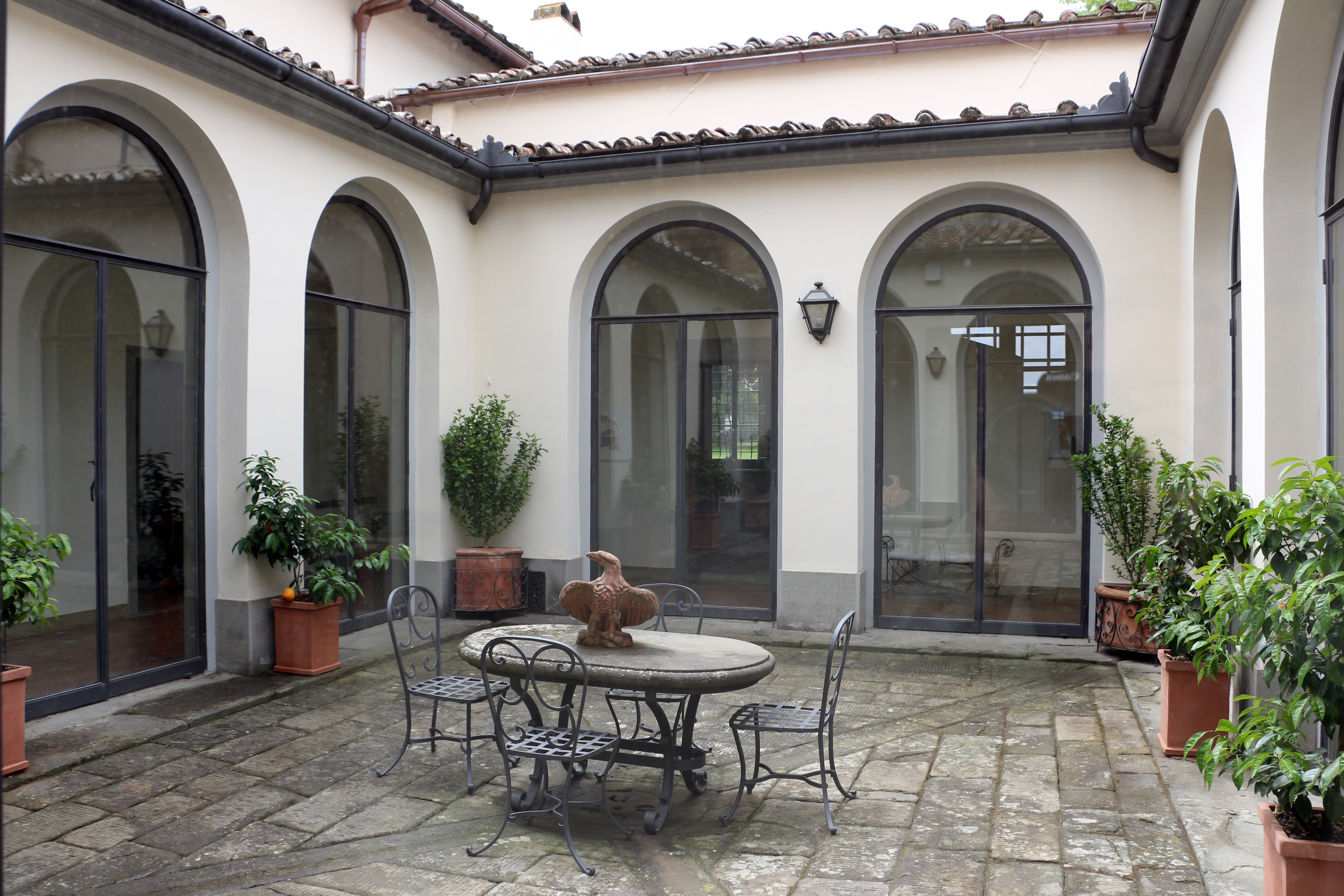